# Falmouth (Virginie)
Falmouth est une Census-designated place du comté de Stafford dans l'État de Virginie. Elle est située sur la rive nord de la Rappahannock en face de la ville de Fredericksburg.

## Traduction
- (en) Cet article est partiellement ou en totalité issu de l’article de Wikipédia en anglais intitulé « Falmouth, Virginia » (voir la liste des auteurs).